# Aminatu Abiodun
A chefe Aminatu Abiodun foi a 13ª ialodê de Ibadã. Muitas vezes descrita como a mulher mais poderosa de Ibadã antes da sua morte, Abiodun era conhecida pela sua influência dentro do Conselho de Olubadã - o governo tradicional do reino - e entre as mulheres do mercado. Antes de assumir o papel de ialodê, ela era empresária. Inside Oyo listou-a como uma das "cinco maiores" pessoas no estado de Oió, ao lado do alafim de Oió e Lamidi Adedibu, um chefe de Ibadã.